# Waddani
Le Waddani, aussi appelé Parti national waddani ou Parti national du Somaliland, est un parti politique somalilandais fondé en 2012 par Abdirahman Mohamed Abdullahi.
Abdirahman Mohamed Abdullahi, de Waddani, est élu, lors de l'élection présidentielle de novembre 2024, président du Somaliland avec 63,92 % des suffrages devant le président sortant, Muse Bihi Abdi,.

## Résultats

### Élections législatives
| Année | Voix    | %     | Rang | Élus    | +/- |
| ----- | ------- | ----- | ---- | ------- | --- |
| 2021  | 259 144 | 37,23 | 1er  | 31 / 82 | Nv  |

### Élections présidentielles
| Année | Voix    | %     | Rang |
| ----- | ------- | ----- | ---- |
| 2017  | 226 092 | 40,73 | 2e   |
| 2024  | 415 847 | 62,8  | 1er  |